# Midland (Arkansas)
Midland é uma cidade  localizada no estado americano de Arkansas, no Condado de Sebastian.

## Demografia
Segundo o censo americano de 2000, a sua população era de 253 habitantes.
Em 2006, foi estimada uma população de 257, um aumento de 4 (1.6%).

## Geografia
De acordo com o United States Census Bureau, a localidade tem uma área de 0,9 km², dos quais 0,8 km² cobertos por terra e 0,1 km² cobertos por água.

## Localidades na vizinhança
O diagrama seguinte representa as localidades num raio de 16 km ao redor de Midland.